# Рикардо Замора
Рикардо Самора Мартинес (Барселона, 14. фебруар 1901  — Барселона, 8. септембар 1978) био је шпански фудбалер и тренер. Играо је као голман за Еспањол, Барселону и Реал Мадрид, између осталих. Као репрезентативац играо је и за каталонски национални тим и за Шпанију. Као тренер, освојио је две титуле у Ла Лиги са Атлетико Авијасионом и накратко је био селектор националног тима.
Самора, звани Ел Дивињо, био је познат по томе што је на терену носио платнену капу и бели џемпер са поло овратом, изглед који је касније копирало неколико његових савременика. Тврдио је да га штити и од сунца и од његових противника. Као голман, првенствено је био познат по свом атлетизму, брзим рефлексима, способностима заустављања шута, великом оквиру и храбрости на голу. Године 1929. док је играо за Шпанију против Енглеске, наставио је да игра упркос томе што је сломио грудну кост. Шпанија је победила у утакмици резултатом 4 : 3, поставши први тим изван Британских острва који је победио Енглеску. Самора је такође упамћен по спектакуларној одбрани у последњем минуту коју је направио у финалу Купа краља 1936. док је играо за Реал Мадрид против Барселоне. Сматран једним од највећих голмана своје генерације, заједно са Ђанпјером Комбијем и Франтишеком Планичком, као и једним од највећих свих времена, 1999. године, IFFHS га је изабрао за најбољег шпанског голмана – такође као четврти најбољи у Европи и пети укупно – двадесетог века; исте године је проглашен за једног од највећих играча 20. века од стране магазина World Soccer. Награда за најбољег голмана у Ла Лиги, трофеј Рикардо Самора, названа је у његову част. Самора је такође био фудбалер са највише наступа за шпанску фудбалску репрезентацију 45 година док га није надмашио Хосе Анхел Ирибар.
Самора је такође био предмет контроверзи током своје каријере. Наводно је уживао да пије коњак и пуши до три паклице цигарета дневно. Током Олимпијских игара 1920. био је искључен против Италије након што је ударио противника, а на повратку са истог турнира је ухапшен, затворен и новчано кажњен због покушаја шверца хаванских цигара. Године 1922. суспендован је на годину дана када је лагао пореске власти о накнади за потписивање коју је добио када се вратио у Еспањол. Такође је добио 40.000 пезета од 150.000 пезета који су га одвели из Еспањола у Реал Мадрид.
Саморина политичка приврженост такође је била предмет дебате и контроверзи. Упркос томе што је редовно играо за каталонски национални тим, оптужен је да је одбацио каталонски национализам. Године 1934. одликован је медаљом Ордена Републике од свог презимењака Никето Алкала-Саморе, председника Друге шпанске републике, док су га током Шпанског грађанског рата експлоатисали националистички пропагандисти и играо је у добротворној игри за њих. Током 1950-их одликован је Великим крстом Реда Киснероса од Франковог режима.
Умро је 1978. и сахрањен је на гробљу Монтјуик у Барселони.

## Клупска каријера

### Еспањол
Рођен у Барселони, Самора је започео своју каријеру као јуниор са Универстаријем пре него што је потписао за Еспањол 1916. године, са петнаест година, након што је одиграо низ пријатељских утакмица са клубом. За клуб је дебитовао 23. априла 1916. против Мадрида (сада Реал Мадрид), при том не примишви ни један гол у ремију без голова. Затим је помогао Еспањолу да освоји Каталонско фудбалско првенство 1918. Самора никада није имао подршку својих родитеља да игра фудбал јер су желели да се фокусира на студирање медицине као његов отац, али су га саиграчи као што је Пакан подстицали да настави да игра. Поред тога, 1919. је одлучио да настави студије, вољом своје породице, па је напустио редове Еспањола. Међутим, убрзо је наставио са активностима због велике понуде локалног ривала Барселоне, коју је прихватио упркос противљењу његове породице и свађи са Еспањоловим одбором.

Обећао сам родитељима да ћу оставити фудбал да бих завршио студије али пријатељи су ми говорили да играм, а онда је управни одбор Барсе дошао да разговара са мном. Није требало дуго да ме убеде да се вратим у чизме и рукавице.

Рикардо Самора
После три успешне сезоне у Барси вратио се у Еспањол 1922. Дана 2. фебруара 1929. дебитовао је у Ла Лиги са Еспањолом током прве сезоне такмичења. Исте године, под управом Џека Гринвела и заједно са Рикардом Саприсом, помогао је клубу да освоји и Каталонско фудбалско првенство и њихов први Куп краља 1929. године, након што је тим победио Атлетико Мадрид у четвртфиналу, будућег лигашког шампиона Барселону у полуфиналу и Реал Мадрид 2 : 1 у финалу. Након што је одиграо 26 утакмица Ла Лиге за Еспањол, придружио се Реал Мадриду 1930. године.

### Барселона
Између 1919. и 1922. Самора је био истакнути члан легендарног тима Барселоне, којег је тренирао Џек Гринвел, који је укључивао и његовог блиског пријатеља Жозепа Самитјеа, Саги-барбу, Паулина Алкантару и Феликса Сесумагу. Током свог боравка у Барселони, помогао је тиму да три пута освоји каталонско фудбалско првенство и два пута Куп краља 1920. и 1922. године, не примивши ни један гол у финалу 1920. у победи од 2 : 0 над Пичичијевим Атлетик Билбаом.

### Реал Мадрид
Године 1930. Самора је потписао за Реал Мадрид. Био је један од неколико новопридошлих, а међу осталима је био и Хасинто Кинкокес. Током сезоне 1931–32 помогли су клубу да први пут освоји Ла Лигу. Следеће сезоне Самори и Кинкосесу се у клубу придружио Хосеп Самитијер и овај трио је помогао Реалу да одбрани титулу. Године 1934. Франциско Бру је преузео место тренера Реала и водио Самору и друштво до победе у два финала Купа Шпаније. У финалу 1934. победили су тим Валенсије који је тренирао Џек Гринвел са 2 : 1. У финалу 1936. Реал Мадрид се први пут састао са Барселоном у финалу купа, и упркос томе што је већи део утакмице играо са десеторо играча, мадридски клуб је победио Барсу са 2 : 1 на Местаљи. Покушаји Барсе да изједначи у последњим минутима осујећени су спектакуларним одбраном Саморе Хосепа Есколе.

## Репрезентација

### Шпанија
Године 1920. заједно са Хозепом Самитијеом, Феликсом Сесумагом, Пичичијем и Хосеом Маријом Белаустеом, Самора је био члан прве шпанске репрезентације. Тим, који је тренирао Франциско Бру, освојио је сребрну медаљу на Олимпијским играма 1920. године.
Самора је уписао 46 званичних наступа за Шпанију, укључујући и злогласну утакмицу против Енглеске 15. маја 1929, у којој је Енглеска повела са 2 : 0 у року од 20 минута након његових грешака, који је рано повредио грудну кост, али је упркос томе наставила са играњем и Шпанија је победила 4 : 3, поставши први тим изван Британских острва који је победио Енглеску. Самора је такође представљао Шпанију на Светском првенству 1934.

### Каталонија
Самора је такође одиграо најмање 13 утакмица за каталонски национални тим. Међутим, записи из тог доба не укључују увек тачне статистике и можда је играо више. Заједно са Паулином Алкантаром, Саги-Барбом и Хозепом Самитијером помогао је каталонском тиму да освоји два турнира Купа принца од Астурије, званичног међурегионалног такмичења које је организовао фудбалски савез Шпаније, победивши 1923-24. и 1926. године.

## Шпански заробљеник грађанског рата
У јулу 1936. током првих дана Шпанског грађанског рата, ABC је лажно известио да су Самору убили републиканци. Националисти су то покушали да искористе као пропаганду. Међутим, Самора је био жив и здрав и, како су почеле да се шире гласине о његовој смрти, републиканска милиција га је ухапсила и потом затворила у затвор Модело. Међу затвореницима су били Рамон Серано Сунер и Рафаел Санчез Мазас. Његов живот је спашен и поступцима управника затвора Мелхора Родригеза Гарсије и због његове сопствене спремности да игра и прича фудбал са чуварима. Самора је на крају пуштен након што је аргентинска амбасада посредовала у његово име. Затим је отишао у Француску где се поново окупио са Хозепом Самитијеом у Ници. Касније се вратио у Шпанију и 8. децембра 1938. играо за Шпанију против Реал Сосиједада у бенефицијској утакмици за националистичке војнике.
Током 1950-их, Франков режим је доделио Самори Велики крст Реда Сиснероса, медаљу створену 1944. да би наградила „политичке заслуге“.

## Тренерска каријера
Године 1939. Самора је постављен за тренера Атлетико Мадрида, тада познатог као Атлетик Авијасион, а касније Атлетико Авијасион, након спајања са Авијацион Насионал, тимом шпанског ваздухопловства. Са Самором као тренером, клуб је освојио своју прву Ла Лигу 1940, а затим је одбранио титулу 1941. Године 1946. прешао је у Селту де Виго, а током сезоне 1947–48. водио је тим Селте који је укључивао Пахиња и Мигела Муњоза док четвртог места у Ла Лиги и финалу Купа Генералисимо. У јуну 1952. тренирао је Шпанију у две утакмице. Године 1953. ангажован је као тренер у Ла Салу из Каракаса. Касније се вратио у Селту из Вига, а затим је био два пута тренер у Еспањолу.

## Трофеји

### Као играч

#### Клуб

##### Еспањол
- Куп краља (1): 1928–29
- Каталонски шампиони (2): 1917–18, 1928–29

##### Барселона
- Куп краља (2): 1920, 1922
- Каталонски шампиони (3): 1919–20, 1920–21, 1921–22

##### Реал Мадрид
- Ла Лига (2): 1931–32, 1932–33
- Куп Шпаније (2): 1934, 1936

#### Репрезентација

##### Шпанија
- Олимпијске игре : Освајач сребрне медаље 1920.

##### Каталонска фудбалска репрезентација
- Куп принца од Астурије (2): 1923–24 и 1926.

#### Индивидуални
- IFFHS - најбољи шпански голман двадесетог века.[9]
- IFFHS - четврти најбољи европски голман двадесетог века.[9]
- IFFHS - пети најбољи светски голман двадесетог века.[9]
- ФИФА Светско првенство Тим турнира: 1934
- Награда за најбољег голмана на Светском првенству: 1934.

### Као тренер

#### Атлетико Авијасион (Атлетико Мадрид)
- Ла Лига : 1939–40, 1940–41

#### Селта де Виго
- Финалиста Копа дел Генералисимо: 1947–48